# Liên Hoa, Bình Hương
Liên Hoa (tiếng Trung: 莲花县; bính âm: Liánhuā xiàn) là một huyện thuộc thành phố Bình Hương, tỉnh Giang Tây, Trung Quốc.:95

## Hành chính
Liên Hoa được chia ra làm 13 đơn vị hành chính cấp hương, gồm 5 trấn và 8 hương
- Trấn: Cầm Đình (琴亭镇), Lộ Khẩu (路口镇), Lương Phường (良坊镇), Thăng Phường (升坊镇), Phường Lâu (坊楼镇)
- Hương: Thiểm Thạch (闪石乡), Hồ Thượng (湖上乡), Tam Bản Kiều (三板桥乡), Thần Tuyền (神泉乡), Lục Thị (六市乡), Cao Châu (高洲乡), Hà Đường (荷塘乡), Nam Lĩnh (南岭乡)